# 庫比亞湖

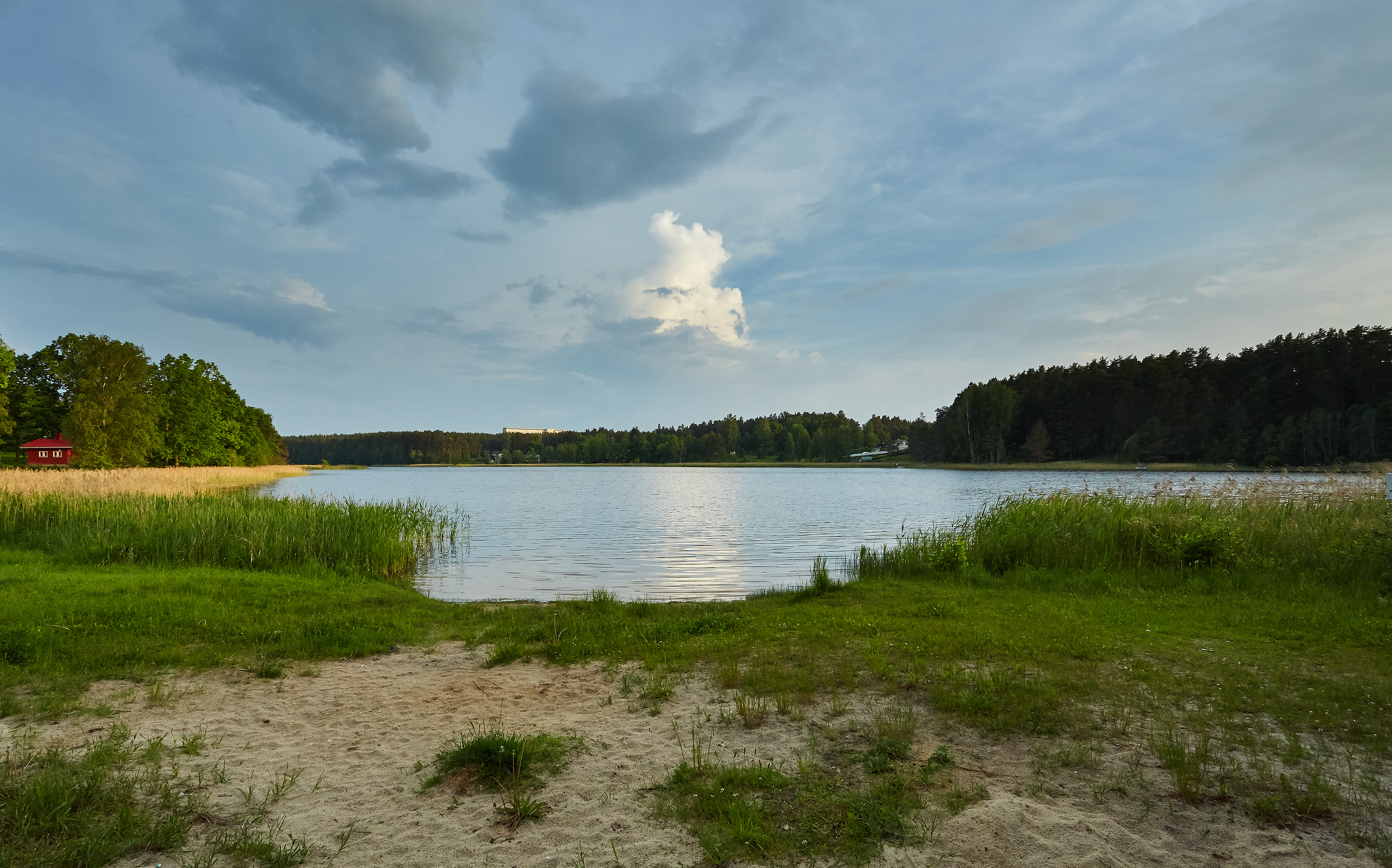

庫比亞湖是愛沙尼亞的湖泊，位於首府沃魯西北面，由沃魯縣負責管轄，海拔高度69米，長0.87公里、寬0.21公里，面積0.15平方公里，平均水深2.5米，最大水深5米。